# موشک فراتر از برد بصری
موشک با برد فراتر از بصری (BVR) یا  موشک فراتر از میدان دید (موشک فامد) یک موشک هوابه‌هوا (BVRAAM) است که قادر به درگیری در بردهای ۲۰ مایل دریایی (۳۷ کیلومتر) یا فراتر از آن است. این برد با استفاده از موتورهای موشک دوگانه پالس یا موتور موشک تقویت کننده و موتور پایدار کننده رم‌جت به دست آمده‌است.
علاوه بر قابلیت برد، موشک باید بتواند هدف خود را در این برد، ردیابی کند یا در حین پرواز به هدف دست یابد.

## تاریخچه
موشک‌های هوابه‌هوای اولیه از هدایت نیمه‌فعال راداری استفاده می‌کردند، یعنی موشک از پرتوهای تولید شده توسط هواپیمای پرتاب‌کنندهٔ موشک برای هدایت آن به سمت هدف استفاده می‌کرد. آخرین نسل از موشک‌های BVR از ترکیب رادار نیمه‌فعال و فعال استفاده می‌کند.
اسپارو ۱ سوار بر اسکای‌نایت نیروی دریایی ایالات متحده نخستین موشک عملیاتی BVR در سال ۱۹۵۴ بود. این موشک‌های اولیهٔ BVR به‌زودی با موشک‌هایی با استفاده از رادار نیمه‌فعال (SARH) جایگزین شدند. این‌جاست که رادار هواپیمای پرتاب‌کننده روی هدف در حالت دنبال‌کردن تک‌هدف (STT) قفل می‌شود و انرژی راداری را به سمت هدف هدایت می‌کند که جستجوگر موشک می‌تواند هنگام انعکاس آن از هدف، آن را ببیند. آنتن رادار هواپیما باید هدف را تا زمان برخورد موشک «آشکار» نگاه دارد. موشک‌هایی مانند ریتیان ایم-۷ اسپارو و ویمپل آر-۲۷ (نام ناتو AA-10 'Alamo') پرتوهای منعکس‌شده را آشیانه‌یابی کرده و به سوی آن حرکت می‌‌کنند، دقیقاً مانند بمب هدایت لیزری که بازتاب تابش لیزر را آشیانه‌یابی می‌کند. برخی از دوربردترین موشک‌هایی که امروزه مورد استفاده قرار می‌گیرند، هنوز از این فناوری استفاده می‌کنند.

## نگارخانه

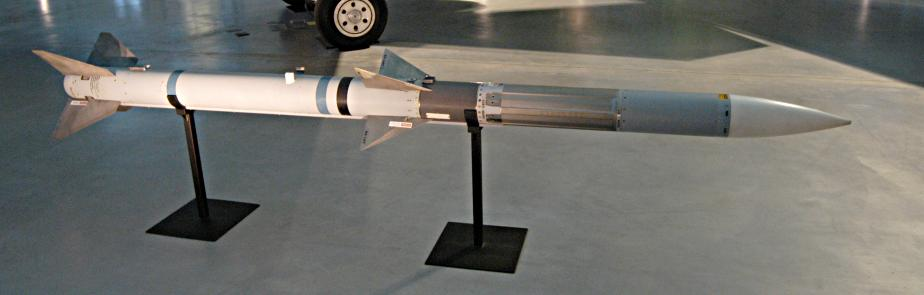
ایم-۱۲۰ آمرام پرکاربردترین موشک BVR است.
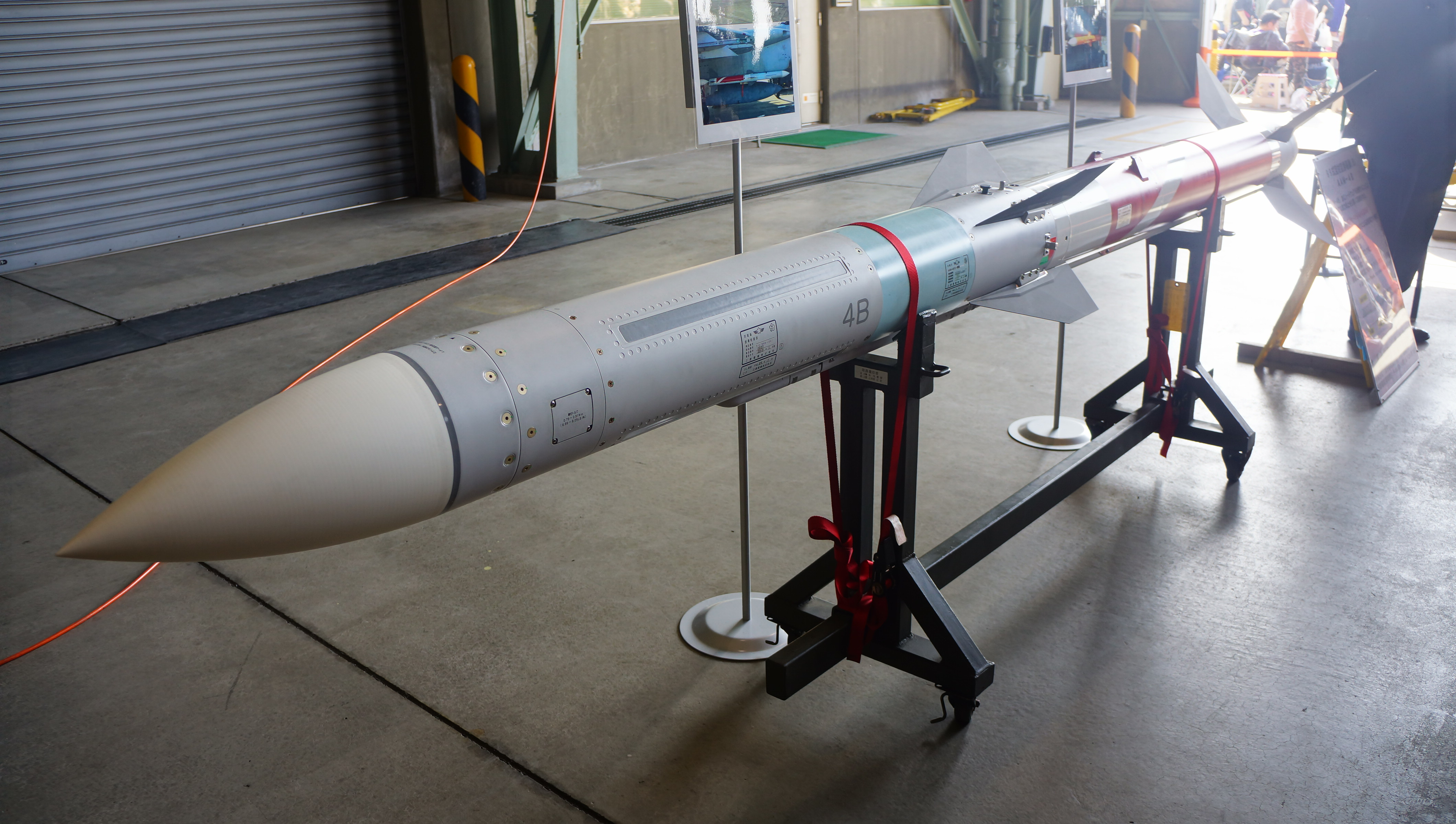
AAM-4B نخستین موشک BVR بود که از جستجوگر آرایه اسکن الکترونیکی فعال استفاده کرد.
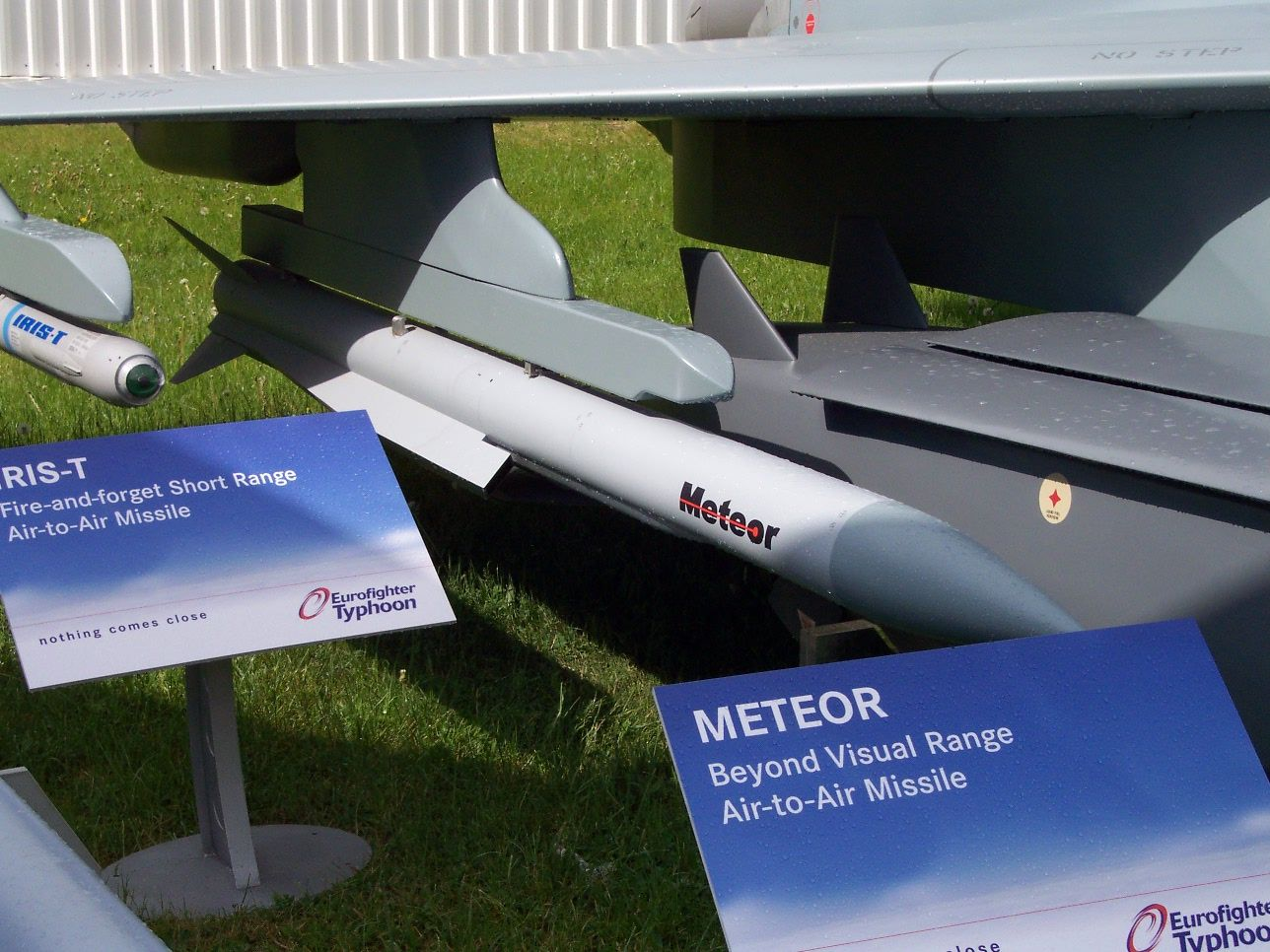
Meteor از موتور رمجت نگهدارنده استفاده می‌کند.
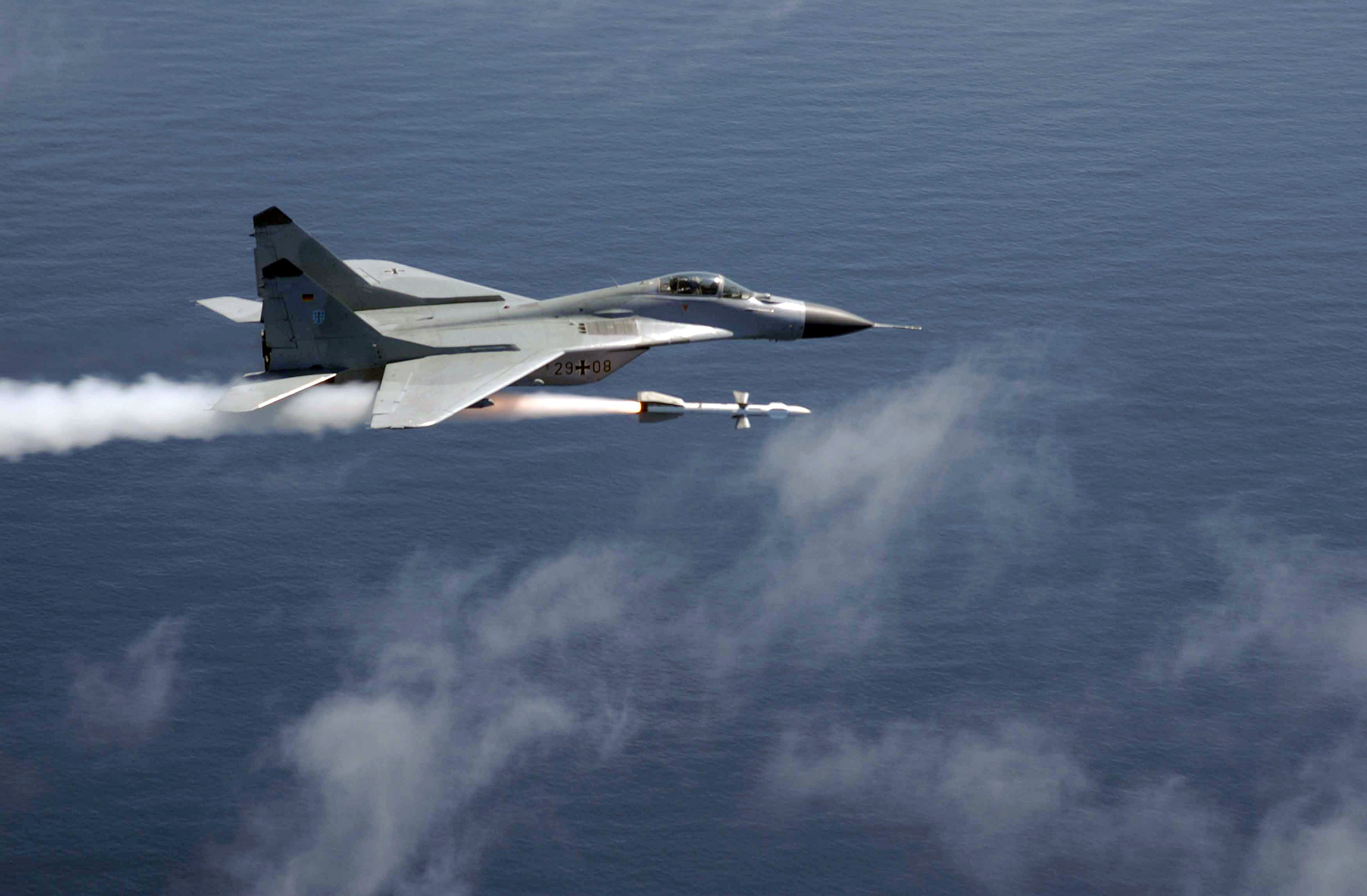
یک میگ-۲۹ در حال شلیک یک موشک ویمپل آر-۲۷
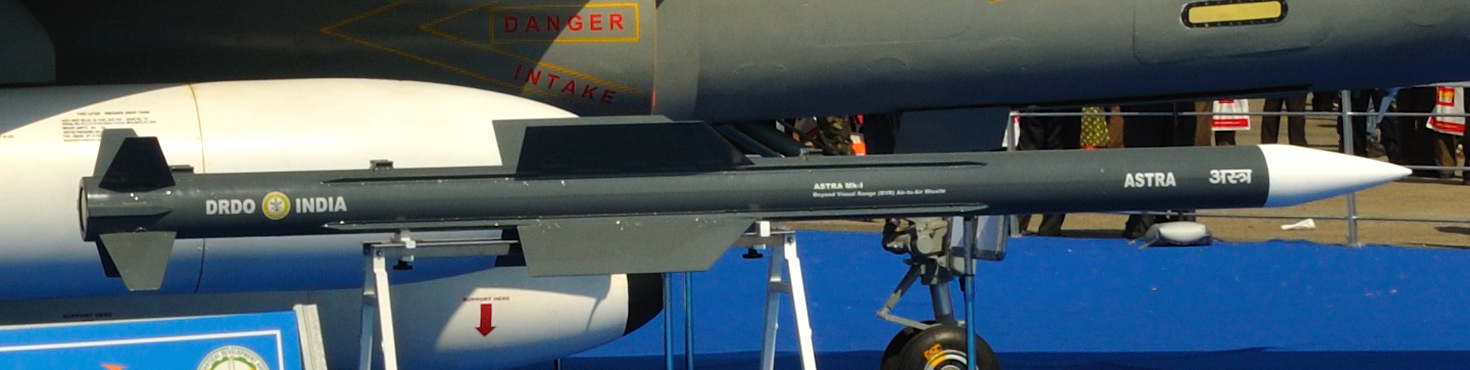
Astra Mk.1

## مثال‌هایی از موشک‌های فراتر از برد بصری
- ایم-۷ اسپارو
- ایم-۵۴ فینیکس
- ایم-۱۲۰ آمرام
- AIM-260 JATM
- آسترا (موشک)
- دربی
- کی-۱۰۰
- MICA (موشک)
- نوواتور کی‌اس-۱۷۲
- PL-12 (SD-10)
- پی‌ال-۱۵
- PL-21
- پایتون (موشک)
- ویمپل آر-۲۷
- ویمپل آر-۳۳
- ویمپل آر-۳۷
- بیسنوات آر-۴۰
- ویمپل آر-۷۷
- اسکای‌فلش